# 제르베깔때기귀박쥐
제르베깔때기귀박쥐(Nyctiellus lepidus)는 깔때기귀박쥐과에 속하는 박쥐의 일종이다. 제르베깔때기귀박쥐속(Nyctiellus)의 유일종이다. 바하마와 쿠바에서 발견된다.